# 3,3-dietilpentano
Il 3,3-dietilpentano, o tetraetilmetano, è un idrocarburo alifatico di formula (CH3CH2)4C, isomero strutturale del nonano, appartenente alla categoria degli alcani ramificati. 

## Sintesi
Il 3,3-dietilpentano può essere ottenuto per trattamento del carbonato di dietile con Bromuro di etilmagnesio (un reattivo di Grignard), acido cloridrico e zincodietile in tre passaggi successivi. Il primo step vede il trattamento della materia prima col reattivo di Grignard per ottenere l'alcol terziario 1,1-dietilpropanolo:
(EtO)2CO + EtMgBr → Et3COH
Il passaggio successivo consiste nel trattamento dell'alcol con HCl per ottenere trietilcarbinilcloruro:
Et3COH + HCl → Et3CCl
Infine l'organocloruro ottenuto viene fatto reagire con zincodietile per ottenere infine il 3,3-dietilpentano, che verrà estratto dalla miscela risultante dalla lavorazione:
Et3CCl + Et2Zn → Et4C
La sintesi del 3,3-dietilpentano è inoltre possibile facendo reagire zincodietile con trietilcarbinilioduro.